# (32826) 1992 DC1
1992 DC1 (asteroide 32826) é um asteroide da cintura principal. Possui uma excentricidade de 0.12061200 e uma inclinação de 6.52990º.
Este asteroide foi descoberto no dia 26 de fevereiro de 1992 por Seiji Ueda e Hiroshi Kaneda em Kushiro.